# 大業曆
《大業曆》是中国古代隋朝的曆法。
隋朝开皇十七年（597年）张胄玄撰写了新曆，颁用至大业四年（608年），后来在大业六年加以修改，而称之为大业曆，施用到隋朝灭亡。以{\displaystyle 365{\frac {10363}{42640}}}日为岁实（太阳年），{\displaystyle 29{\frac {607}{1144}}}日为朔策（朔望月）。采用410年有151闰的闰周，岁差为83年逆行一度。《隋书·张胄玄传》提出大业历与古历不同，岁差之率和祖冲之等人的数值不同，立日行盈缩算法（首次引入北魏末至北齊人張子信所發現，太陽視運動的不均勻性）；考虑月球视差对交食的影响而立月球在黄道南北离黄白交点度数相等，以决定交食与否方法，首次引用等差级数方法对五星动态进行改进。